# (82706) 2001 PZ41
(82706) 2001 PZ41 è un asteroide della fascia principale esterna. Scoperto nel 2001, presenta un'orbita caratterizzata da un semiasse maggiore pari a 2,846126 UA e da un'eccentricità di 0,122783, inclinata di 8,674300ª rispetto all'eclittica. Ha un diametro di 5,236 km e un'albedo di 0,135.
Fa parte della famiglia di asteroidi 1993 FY12.